# Nucleotide
Nucleotide (nu-clê-ô-tit) là một hợp chất hóa học gồm có 3 phần chính: một nhóm heterocyclic, nhóm đường, và một hay nhiều nhóm phosphate. Các nucleotide phổ biến nhất là dẫn xuất của purine hoặc pyrimidine, và đường ở dạng pentose (đường chứa 5 cacbon) deoxyribose hay ribose. Các Nucleotide là monomers của nucleic acids, chúng liên kết với nhau để tạo thành nucleic acid.
Các nucleotide là đơn vị cấu trúc của RNA, DNA, và nhiều yếu tố khác - CoA, flavin adenine dinucleotide, flavin mononucleotide, adenosine triphosphate và nicotinamide adenine dinucleotide phosphate. Trong tế bào, chúng đóng vai trò quan trọng trong trao đổi chất (metabolism) và phát tín hiệu.

Cấu trúc thành phần của các nucleotide phổ biến

### Nucleotide
| Adenosine monophosphate AMP      | Adenosine diphosphate ADP      | Adenosine triphosphate ATP      |
| Guanosine monophosphate GMP      | Guanosine diphosphate GDP      | Guanosine triphosphate GTP      |
| Ribothymidine monophosphate rTMP | Ribothymidine diphosphate rTDP | Ribothymidine triphosphate rTTP |
| Uridine monophosphate UMP        | Uridine diphosphate UDP        | Uridine triphosphate UTP        |
| Cytidine monophosphate CMP       | Cytidine diphosphate CDP       | Cytidine triphosphate CTP       |

### Deoxynucleotides
| Deoxyadenosine monophosphate dAMP | Deoxyadenosine diphosphate dADP | Deoxyadenosine triphosphate dATP |
| Deoxyguanosine monophosphate dGMP | Deoxyguanosine diphosphate dGDP | Deoxyguanosine triphosphate dGTP |
| Thymidine monophosphate TMP       | Thymidine diphosphate TDP       | Thymidine triphosphate TTP       |
| Deoxyuridine monophosphate dUMP   | Deoxyuridine diphosphate dUDP   | Deoxyuridine triphosphate dUTP   |
| Deoxycytidine monophosphate dCMP  | Deoxycytidine diphosphate dCDP  | Deoxycytidine triphosphate dCTP  |

Chú ý: Đối với ribose, có sự hiện hữu của đường deoxyribose thì tiền tố "deoxy
" có thể được thêm vào trước tên của nucleoside trong mọi trường hợp ngoại trừ đối với thymidine.

## Tổng hợp
Tổng hợp tái sử dụng là quá trình sử dụng lại các phần của nucleotide trong quá trình tổng hợp ra nucleotide mới.

#### Pyrimidine ribonucleotides

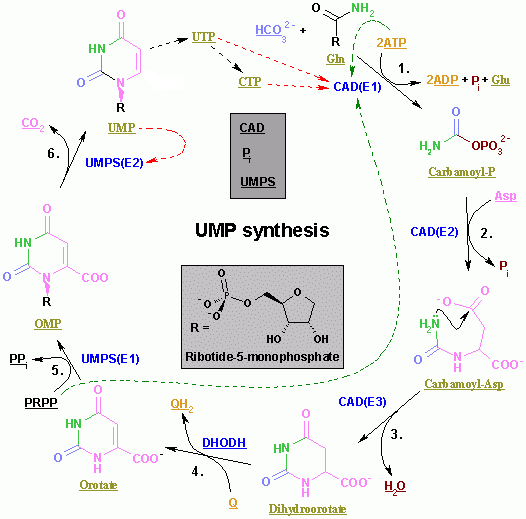
The synthesis of UMP.The color scheme is as follows: enzymes, coenzymes, substrate names, inorganic molecules

## Các liên kết ngoài
- Nucleotide (biochemistry) tại Encyclopædia Britannica (tiếng Anh)
- Ký hiệu và Biểu tượng của các Nucleic Acids, Polynucleotides và cấu trúc của các thành phần cấu thành chúng (IUPAC)
- Provisional Recommendations 2004 (IUPAC)
- Giải thích hóa học của cấu trúc nucleotide Lưu trữ ngày 1 tháng 9 năm 2006 tại Wayback Machine